# Choachí
Choachí è un comune della Colombia facente parte del dipartimento di Cundinamarca.
Il centro abitato venne fondato da Antonio Bermúdez nel 1550.